# سرورالسلطنه
اشرف ملک خانم سرورالسلطنه، ملقب به حضرت علیا، شاهزاده قاجار، دختر فیروز میرزا و دومین همسر عقدی مظفرالدین‌شاه پس از تاج‌الملوک بود.

## زندگی
سال ازدواج سرورالسلطنه با مظفرالدین شاه در دست نیست، اما احتمالاً پس از جدایی تاج‌الملوک از مظفرالدین شاه، با او ازدواج کرده‌است. سرورالسلطنه اقتدار بسیاری در دربار مظفرالدین شاه داشت و در دوران ولیعهدی همسرش، واسطهٔ رساندن شکایات و عرایض مردم به او بود. عبدالحسین میرزا فرمانفرما برادر سرورالسلطنه توانست در عهد سلطنت مظفرالدین شاه از طریق نفوذ خواهرش به مناصب دولتی مهمی دست یابد. بر طبق گزارش‌های کلنل ولادیمیر کاساگوفسکی دربار مظفرالدین شاه دو دسته داشت، دسته نخست را سرورالسلطنه و فرمانفرما هدایت می‌کردند و دسته دوم امیر بهادر و هوادارانش بودند.

## سرگذشت و مشخصات
اشرف ملک خانم سرورالسلطنه ملقب به حضرت علیا از زنان پر نفوذ قاجار بوده‌است که همسر مظفرالدین‌شاه است. وی از ازدواج فیروزمیرزا نصرت‌الدوله فرمانفرما و حاجیه هما خانم دختر بهمن میرزا بهاءالدوله است. از آنجا که هر دو پدر و مادر او از نوادگان فتحعلی شاه بوده‌اند، وی را از جهت نسب قاجار خاص کرده‌است. از سال ازدواج او با مظفرالدین شاه که در آن دوره با عنوان مظفرالدین میرزا ولیعهد شاه بود، اطلاعی در دست نیست. با توجه به گزارش‌هایی، مظفرالدین میرزا در سال ۱۲۹۳ ه‍.ق تاج‌الملوک ام‌الخاقان را طلاق داده‌است، احتمالاً ازدواج با او در همین سال اتفاق افتاده‌است. وی با وجود آنکه فرزندش ولایتعهدی شاه را عهده‌دار نشد، اما از جایگاه ویژه‌ای در دربار برخوردار بود. وی صاحب لقب حضرت علیا بود که نشانگر مرتبت وی در نزد مظفرالدین شاه است. از وی در خصوص چند اعمال نفوذ در دربار و تصمیمات شاه یاد شده‌است. برادر او عبدالحسین میرزا فرمانفرما خود داماد مظفرالدین شاه بود اما از نفوذ خواهر هم استفاده می‌کرد. او در صفر ۱۳۱۴ به حکومت تهران منصوب شد، گرچه خود تمایل داشت وزارت جنگ را به او واگذار کنند اما امین‌السلطان صدراعظم مظفرالدین شاه مانع این انتصاب شد: «فرمانفرما به این سبب باطناً کینه در دل گرفت و از امروز در تخریب کار صدارت محرمانه اقدامی داشت… فرمانفرما هر شب در حرمخانه جلالت عظمی به خاکپای مبارک همایونی شرفیاب شده به تدریج بعضی عرایض مغرضانه می‌کرد». این ملاقات‌ها به سرورالسلطنه منتسب بود و همین امور باعث شد تا در نهایت، نظر شاه تغییر کرده و برادر وی به فرماندهی لشکر منصوب شد. از وی به عنوان یکی از فرماندهندگان به سپاه یاد شده‌است. حضرت علیا دو خواهر و یک برادر به نام‌های ملک تاج خانم ملقب به نجم السلطنه، ماه سما خانم ملقب به عصمت السلطنه و عبدالحسین میرزا داشت که همگی اسم فامیل فرمانفرما را داشتند.

#### مرگ
او در دوره پهلوی اول زنده بود و در همان دوره درگذشت اما سال دقیق مرگش مشخص نیست.

## فرزندان
فرزندان وی عبارتند از:
| ردیف | نام                   | تولد/وفات | یادداشت‌ها            |
| ---- | --------------------- | --------- | -------------------- |
| ۱    | شکوه‌الدوله            | ۱۲۵۸-؟    |                      |
| ۲    | شکوه‌السلطنه           | ۱۲۵۹-؟    |                      |
| ۳    | اشرف‌الملوک فخرالدوله  | ۱۲۶۱–۱۳۳۴ | همسر محسن امین‌الدوله |
| ۴    | ناصرالدین میرزا ناصری | ۱۲۷۴-؟    |                      |